# Diáspora indonésia
A expressão Diaspora Indonésia (em indonésio:  Orang Indonesia Perantauan) refere-se aos indonésios que vivem fora da Indonésia. Isso inclui cidadãos que migraram para outro país, bem como pessoas nascidas no exterior de ascendência indonésia. De acordo com a Agência de Estatísticas da Indonésia, mais de 9 milhões de indonésios vivem no exterior em 2021.
Muitos indonésios vão para o estrengeiro como estudantes ou trabalhadores (estes últimos referidos como "TKI", tenaga kerja Indonesia ou "trabalho indonésio"). 
A maioria vai para a Malásia, Emirados Árabes Unidos, Coreia do Sul, Japão, Singapura, Holanda, EUA e Austrália.
Nos países da CPLP existe uma pequena comunidade indonésia. Em Portugal existem cerca de 900 indonésios em 2022 e 7.310 no Brasil. Em 2020 havia cerca de 5.600 indonésios em Macau, mas 2.000 deixaram a região após a pandemia de COVID-19.